# Ровенская АЭС
Ровенская АЭС (укр. Рівненська АЕС) — первая в Украине атомная электростанция с водо-водяными ядерными реакторами, в настоящее время являющимися единственным типом реакторов на Украине, и единственная — с энергоблоками на базе первых реакторов этой серии ВВЭР-440 (В-213).
Ровенская АЭС (РАЭС) расположена в Волынском Полесье, около реки Стыр в четырёх километрах от города Вараш (в 1977—2016 годах — Кузнецовск).
Отсчёт своей истории станция ведёт с 1971 года, когда началось проектирование Западно-Украинской АЭС, которую во время строительства переименовали в Ровенскую. В документах компании на русском языке станция называется Ривненской. Сокращённое наименование — ОП РАЭС, где ОП означает обособленное подразделение НАЭК «Энергоатом».
Строительство станции началось в 1973 году. Два первых энергоблока с реакторами ВВЭР-440 введены в эксплуатацию в 1980—1981 годах, а 3-й энергоблок — миллионник — в 1986 году.
Ровенская АЭС была первой атомной станцией в Советском Союзе, которая прошла проверку МАГАТЭ в начале 1989 года. В состав миссии входили ведущие специалисты Японии, США, Канады, Франции, Германии, Финляндии и других стран мира. Зарубежные эксперты и наблюдатели высоко оценили уровень безопасности станции. Европейский союз избрал Ровенскую станцию базовой для выполнения ряда международных проектов.
Строительство 4-го энергоблока РАЭС началось в 1984 году, и в 1991 году предполагалось введение его в эксплуатацию. Однако именно тогда работы приостановили вследствие введения моратория Верховной рады на сооружение ядерных объектов на территории Украины.
Строительство возобновилось в 1993 году после отмены моратория. Было проведено обследование 4-го энергоблока, подготовлена программа его модернизации и досье проекта завершения строительства. Проведены также общественные слушания по этому вопросу. 10 октября 2004 года 4-й энергоблок Ровенской АЭС был введён в эксплуатацию. Реакторные установки 3-го и 4-го энергоблоков Ровенской АЭС относятся к «большой серии» ВВЭР-1000 (В-320).
10 декабря 2010 года выездная сессия Государственной инспекции ядерного регулирования приняла решение о продлении срока эксплуатации энергоблоков № 1 и 2 на двадцать лет.
В 2011 году станцией было выработано 17 550 млрд кВт·ч электроэнергии, что составляет 19,4 % производства на атомных электростанциях Украины.

## Нейтринная лаборатория имени И. В. Курчатова
В нейтринной лаборатории Ровенской АЭС с 1982 года развиваются методы дистанционного контроля активной зоны работающего реактора по его нейтринному излучению. В лаборатории проведены вычисления энерговыработки реактора и массы расщепившегося ядерного горючего по нейтринному потоку в рабочем состоянии.

## АСКРО
Автоматизированная система контроля радиационной обстановки, в составе которой 16 постов на территории промплощадки Ровенской АЭС и 13 — в санитарно-защитной зоне и зоне наблюдения РАЭС (30-километровая зона) и 2 метеорологических комплекса. АСКРО обслуживают радиохимики, инженеры-физики, программисты, электронщики, метеорологи (около 30 специалистов). Комплекс АСКРО является уникальным для Украины.
Постами АСКРО производится измерение активности газо-аэрозольных выбросов и 131I через вентиляционные трубы энергоблоков Ровенской АЭС, жидких сбросов РАЭС, мощности дозы.

## Восстановление главного разъёма
На РАЭС впервые на Украине проведено восстановление главного разъёма реактора третьего энергоблока после 26 лет работы. 5 марта 2012 года на итоговом совещании качество работ, выполненных устройством US-3000R, признано отличным.

## Галерея

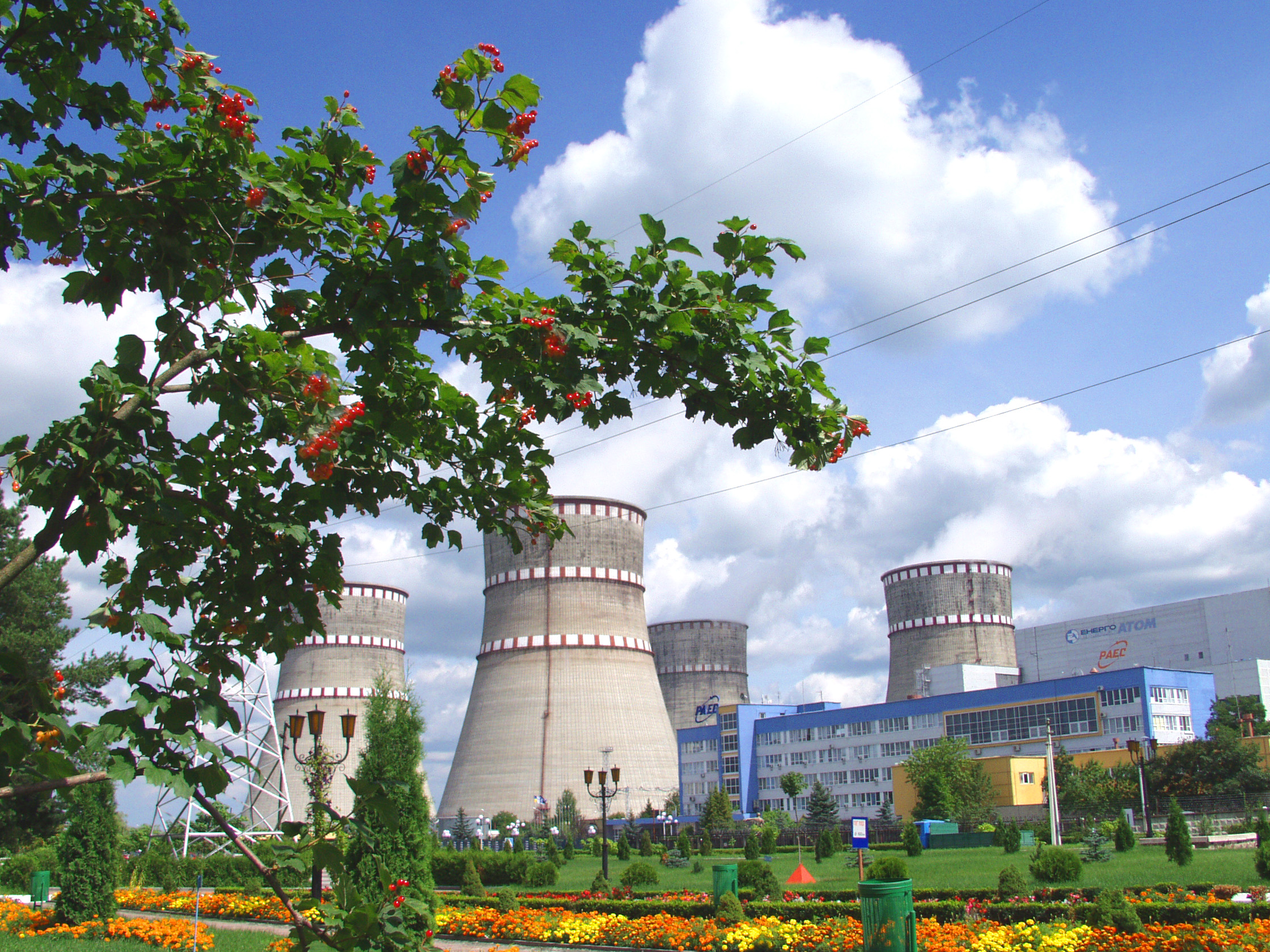
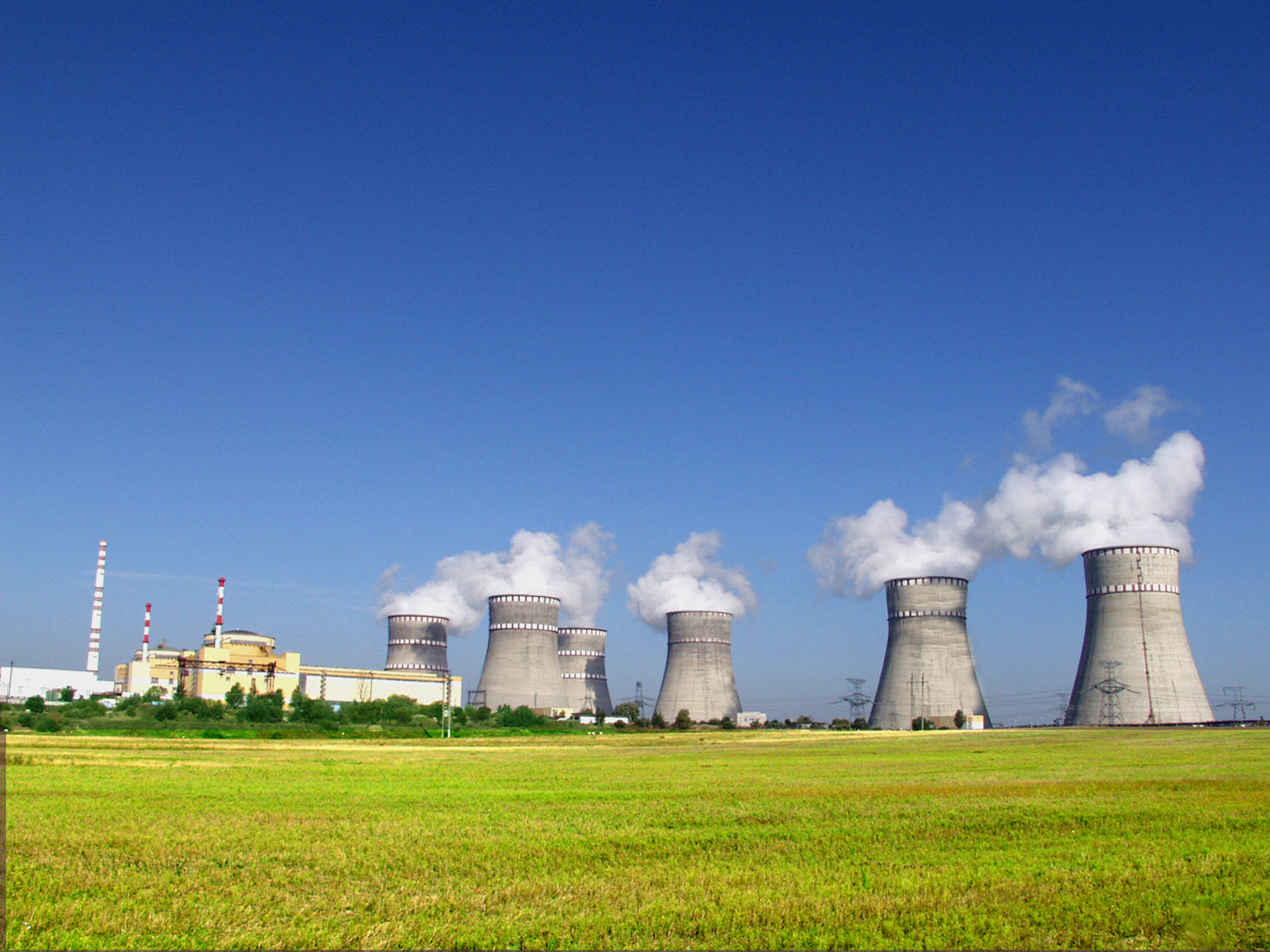
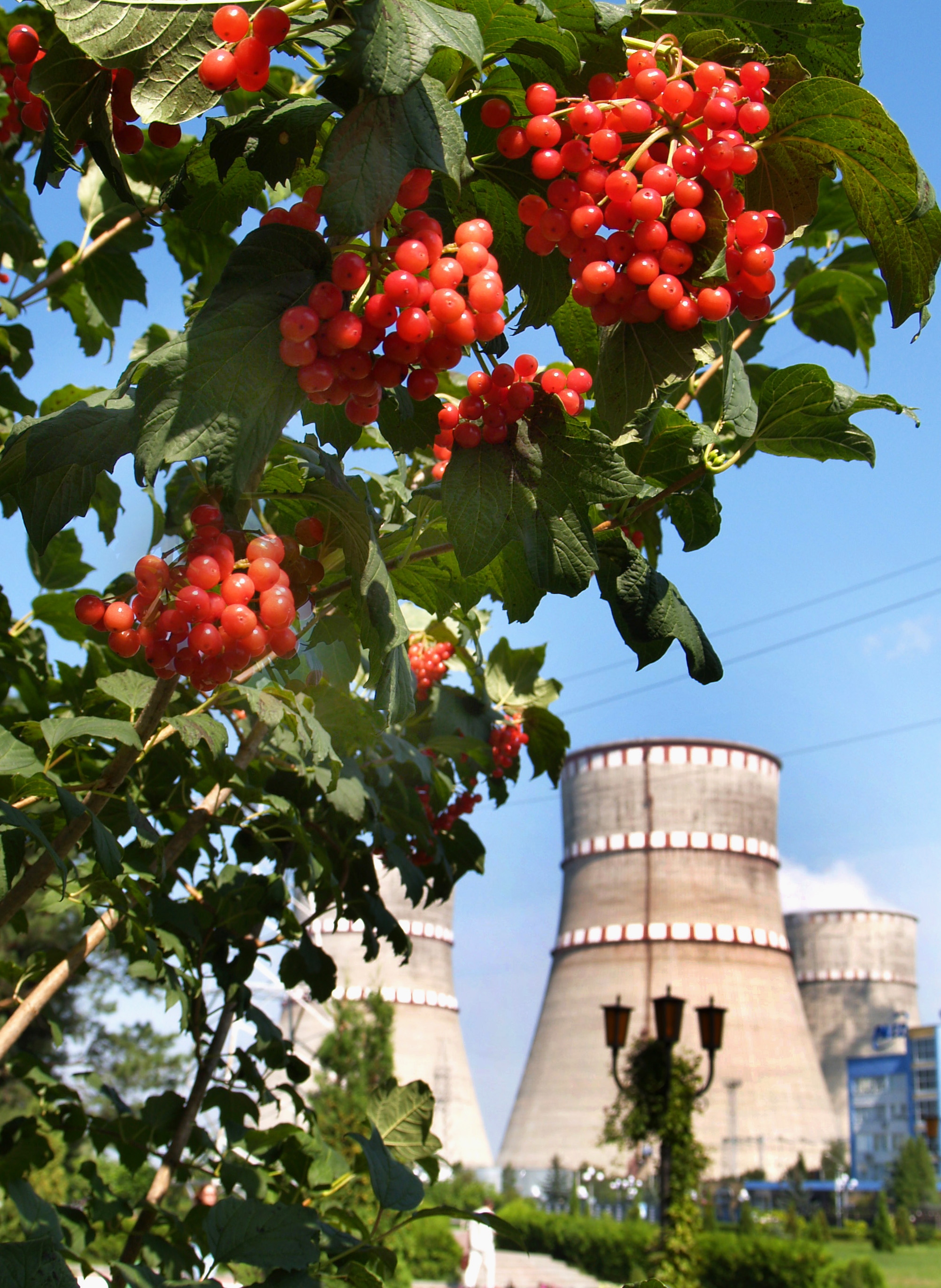
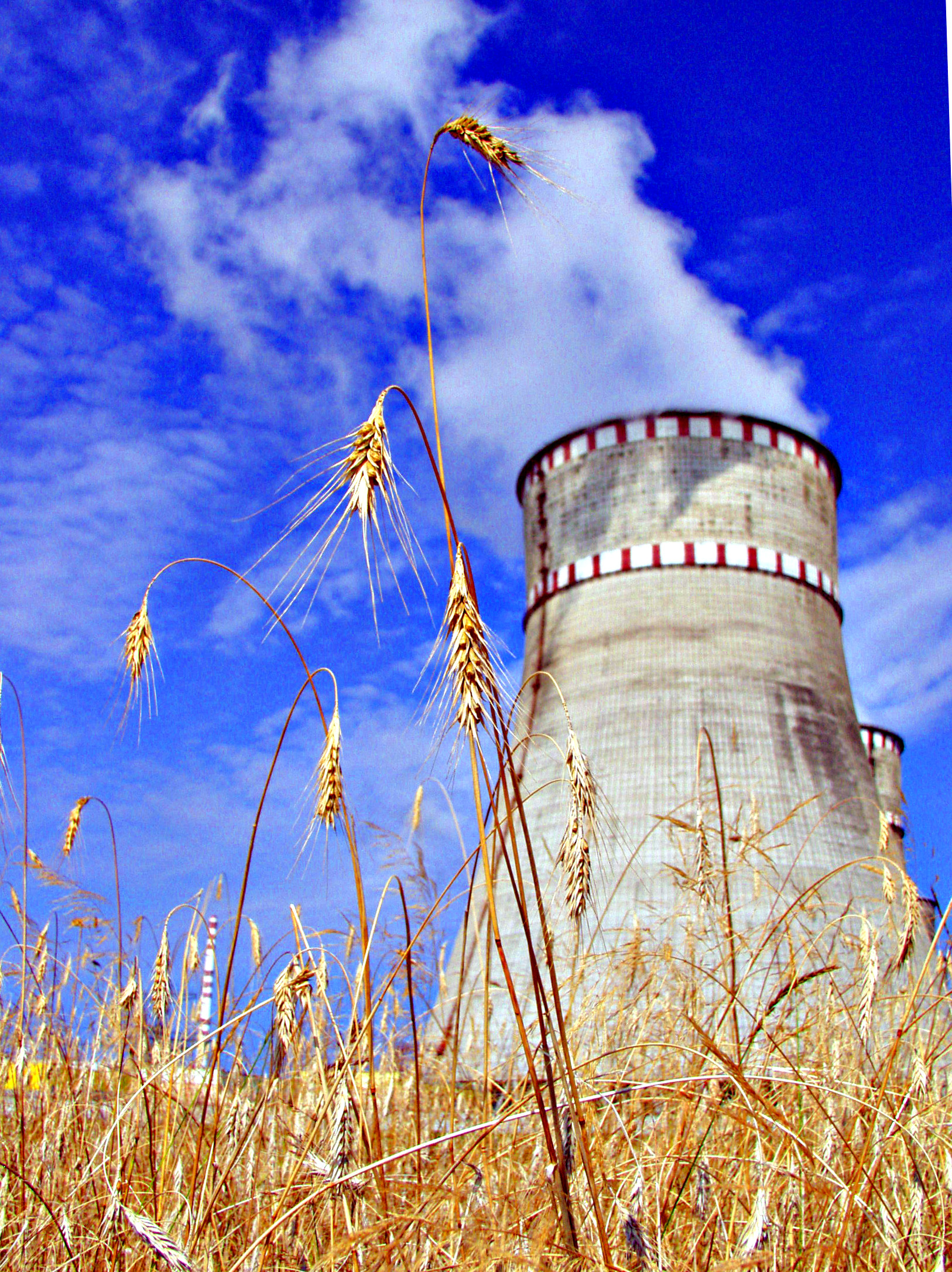

## Происшествия и ремонтные работы
- 27 марта 2016 года в 16:49 энергоблок № 3 Ровенской АЭС (ВВЭР-1000) отключен от энергосети для проведения текущего ремонта в системе охлаждения статора генератора турбогенератора ТГ-5[4]. 10 апреля 2016 года энергоблок № 3 Ровненской АЭС подключён к сети после проведения текущего ремонта[5].
- 10 мая 2016 года в 0:32 энергоблок № 3 (ВВЭР-1000) Ровенской АЭС в соответствии с согласованной оперативной заявкой отключен от энергосети для устранения неплотности в системе охлаждения статора генератора турбогенератора ТГ-5[6].
- 19 января 2018 года в 11:20 произошло отключение от сети на 2 энергоблоке для проведения ремонта. 20 Января 2018 года к 15:00 ремонт был закончен, произведён пуск и подключение к сети.
- 16 июля 2018 года в 17:09 действием электрической защиты генератора отключен от энергосети турбогенератор ТГ-4 энергоблока № 2 (ВВЭР-440) Ровенской АЭС. Автоматически блок разгружен до уровня 54 % номинальной мощности. Причины отключения ТГ-4 выясняются[7].
- 18 января 2019 года в 23:54 энергоблок № 3 отключен от энергосети по срабатыванию технологической защиты[8].
- 15 апреля 2019 года в 12:21 из-за отключения главного циркуляционного насоса состоялась разгрузка энергоблока № 3. Событие квалифицировано как нарушение категории «П08». В 22:28 сбой был устранен[9].
- 29 апреля 2019 года на электростанции произошел пожар из-за повреждения трансформатора[10]. Вследствие пожара отключён энергоблок № 3[источник не указан 1064 дня].
- 25 мая 2019 года из-за неисправности в системе продувки первого контура энергоблок № 3 отключен от сети[11]. Предполагается что ремонт, совмещенный со средним планово-предупредительным ремонтом, продлится до сентября 2019 года.

## Информация об энергоблоках
| Энергоблок | Тип реакторов | Мощность | Мощность | Начало строительства   | Подключение к сети     | Ввод в эксплуатацию    | Окончание проектного срока эксплуатации | Продление срока эксплуатации            |
| Энергоблок | Тип реакторов | Чистая   | Брутто   | Начало строительства   | Подключение к сети     | Ввод в эксплуатацию    | Окончание проектного срока эксплуатации | Продление срока эксплуатации            |
| ---------- | ------------- | -------- | -------- | ---------------------- | ---------------------- | ---------------------- | --------------------------------------- | --------------------------------------- |
| Ровно-1    | ВВЭР-440/213  | 381 МВт  | 420 МВт  | 01.08.1973             | 31.12.1980             | 21.09.1981             | 22.12.2010                              | Срок эксплуатации продлён до 22.12.2030 |
| Ровно-2    | ВВЭР-440/213  | 376 МВт  | 415 МВт  | 01.10.1973             | 30.12.1981             | 30.07.1982             | 22.12.2011                              | Срок эксплуатации продлён до 22.12.2031 |
| Ровно-3    | ВВЭР-1000/320 | 950 МВт  | 1000 МВт | 01.02.1980             | 21.12.1986             | 16.05.1987             | 11.12.2017                              | Выполняются работы по продлению СЭ      |
| Ровно-4    | ВВЭР-1000/320 | 950 МВт  | 1000 МВт | 01.08.1986             | 10.10.2004             | 06.04.2006             | 07.06.2035                              | Планируются работы по продлению СЭ      |
| Ровно-5    | ВВЭР-1000/320 | 950 МВт  | 1000 МВт | строительство отменено | строительство отменено | строительство отменено | строительство отменено                  | строительство отменено                  |
| Ровно-6    | ВВЭР-1000/320 | 950 МВт  | 1000 МВт | строительство отменено | строительство отменено | строительство отменено | строительство отменено                  | строительство отменено                  |